# Гез Олег Валентинович
Олег Валентинович Гез (28 червня 1974, Київ) — голова правління компанії Укрнафта.

## Життєпис
Олег Гез народився 28 червня 1974 року в Києві.
Закінчив Київський національний економічний університет (бакалавра та магістр за спеціальністю «управління проектами» та консалтинг). Стажувався за програмою British Chancellor Financial Sector Scheme в Бізнес-школі університету Лідса (Лідс, Британія) і в компанії Kepstowe Freight Services (Лондон).
З 2016 року — директор департаменту планування та контролю ефективності в Укрнафті, з жовтня 2017 року — виконавчий віце-президент зі збуту, що входить до правління компанії.
З 6 травня 2019 — тимчасовий виконувач обов'язків глави Укрнафти.
31 липня 2020 призначений головою правління компанії.